# Psaltriparus minimus
O Psaltriparus minimus é uma ave classificada no gênero Psaltriparus e a única espécie da família Aegithalidae que se encontra no Novo Mundo.

## Taxonomia
O bushtit americano foi formalmente descrito pelo naturalista americano John Kirk Townsend em 1837 e recebeu o nome binomial Parus minimus. Townsend observou que a espécie habitava as florestas do rio Columbia. É agora a única espécie colocada no gênero Psaltriparus que foi introduzida em 1850 pelo naturalista francês Charles Lucien Bonaparte. O nome do gênero Psaltriparus combina o gênero Psaltria que foi introduzido por Coenraad Temminck em 1836 para o pigmeu bushtit com Parus que foi introduzido por Carl Linnaeus em 1758 para as tetas.
Dez subespécies são reconhecidas: 
- PM. saturatus Ridgway, 1903 – sudoeste do Canadá e noroeste dos EUA
- PM. minimus (Townsend, JK, 1837) – litoral oeste dos EUA
- PM. melanurus Grinnell & Swarth, 1926 – sudoeste dos EUA e norte da Baja California
- PM. grindae Ridgway, 1883 – sul da Baixa Califórnia
- PM. californicus Ridgway, 1884 – centro-sul do Oregon ao centro-sul da Califórnia
- PM. plumbeus ( Baird, SF, 1854) - centro-oeste, sul dos EUA e centro-norte do México
- PM. dimorphicus Van Rossem & Hachisuka, 1938 - centro-sul dos EUA e centro-norte do México
- PM. iulus Jouy, 1894 – oeste, centro do México
- PM. personatus Bonaparte, 1850 – centro-sul do México
- PM. melanotis ( Hartlaub, 1844) – sul do México e Guatemala

## Descrição e comportamento

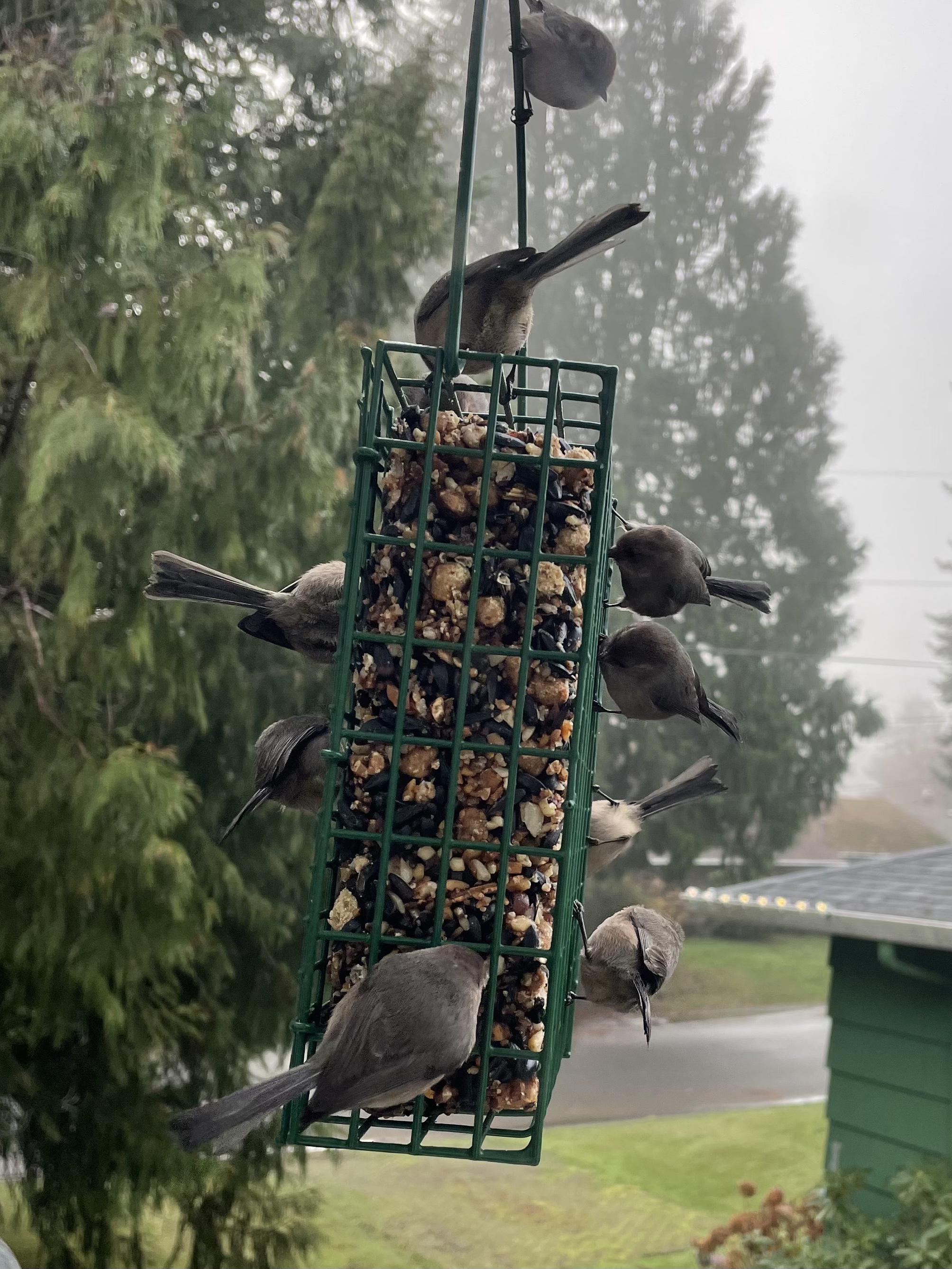
Congregando no alimentador, Tumwater, Washington

O bushtit americano habita florestas abertas mistas, muitas vezes contendo carvalhos e um sub-bosque de chaparral ; também habita parques e jardins. É um residente durante todo o ano do oeste dos Estados Unidos e partes montanhosas do México, variando de Vancouver até a Grande Bacia e as terras baixas e sopé da Califórnia ao sul do México e Guatemala.

## Galeria

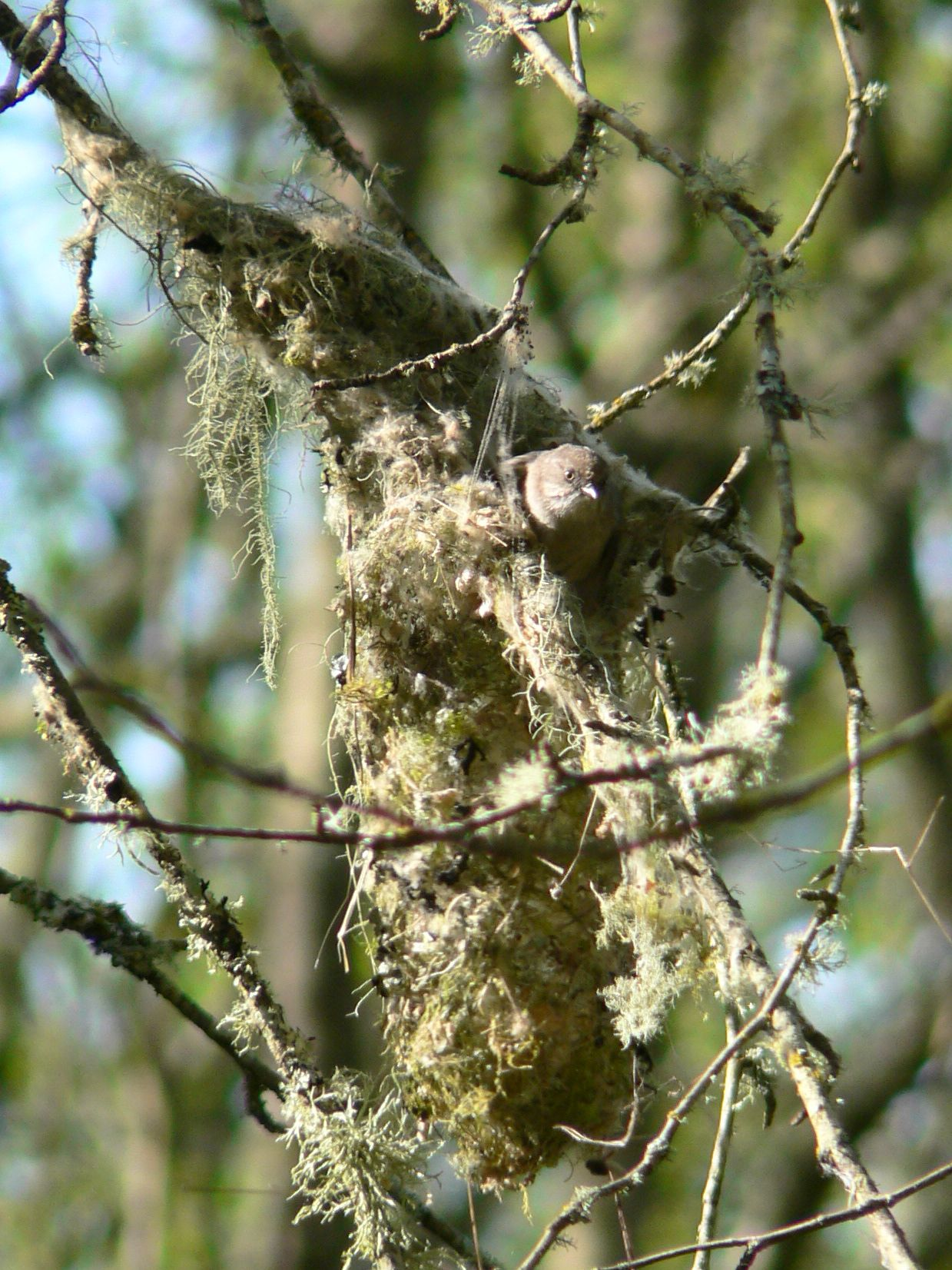
Ninho
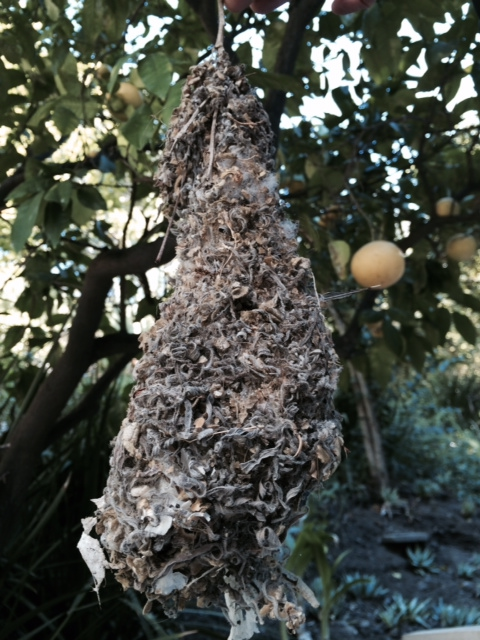
Ninho
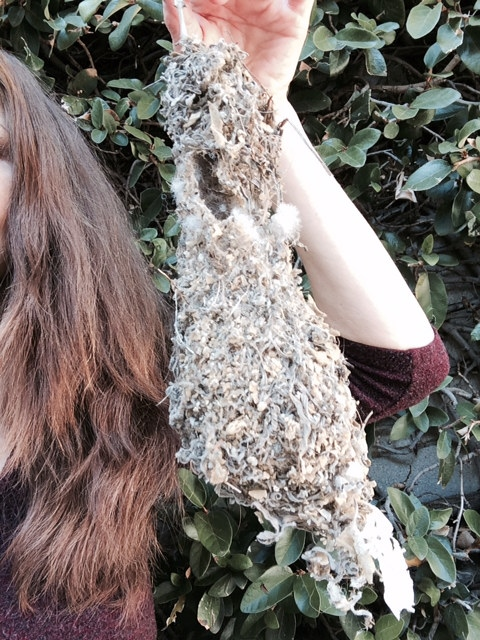
Ninho
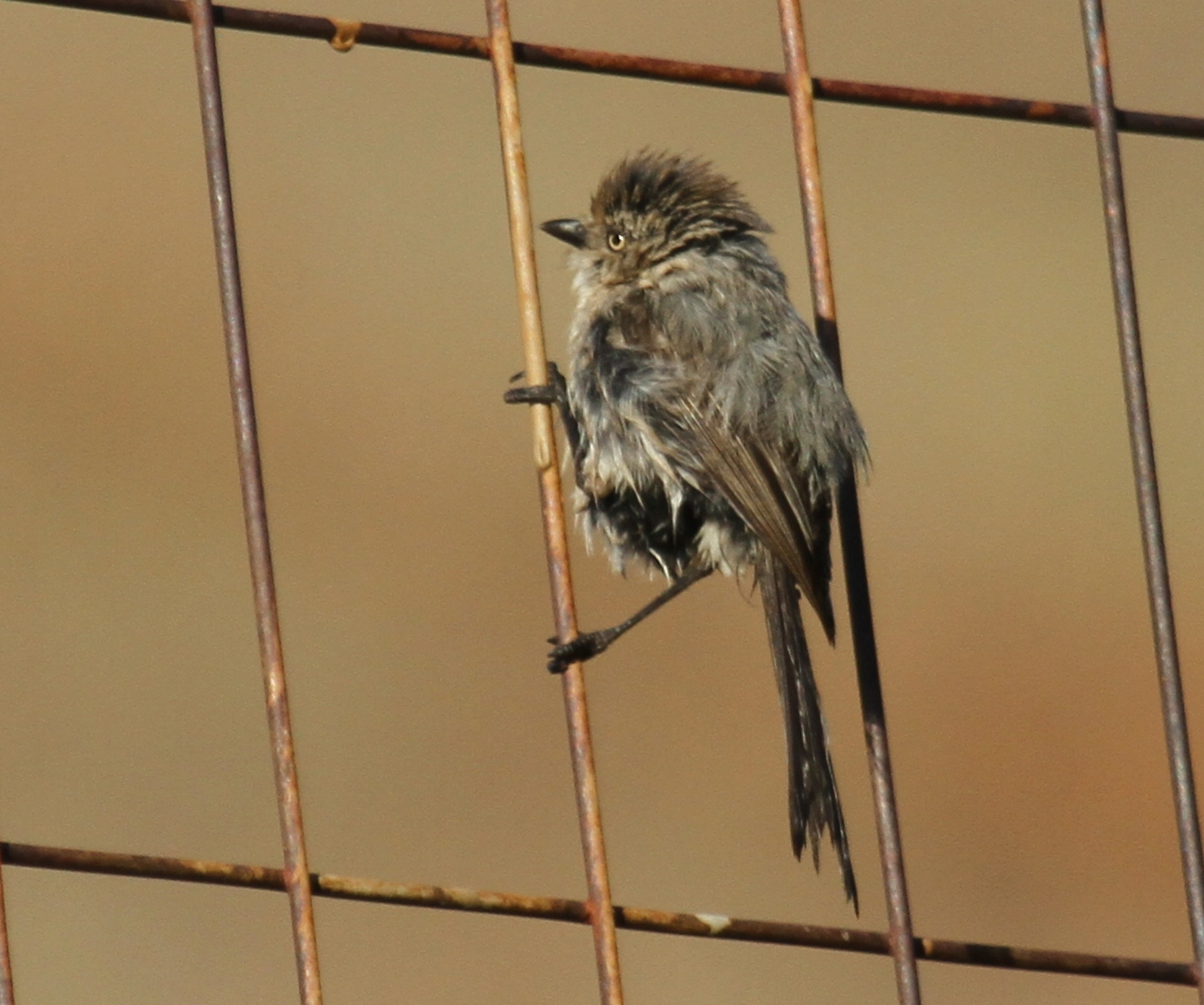
Pleasanton, Califórnia